# Le Procès du siècle
Pour plus de détails, voir Fiche technique et Distribution.
Le Procès du siècle ou Déni au Québec (Denial) est un film de procès britannico-américain réalisé par Mick Jackson, sorti en 2016. Il est adapté de l'ouvrage History on Trial: My Day in Court with a Holocaust Denier dans lequel l'historienne Deborah Lipstadt relate le procès qui l'a opposée en 2000 au négationniste David Irving.

## Synopsis

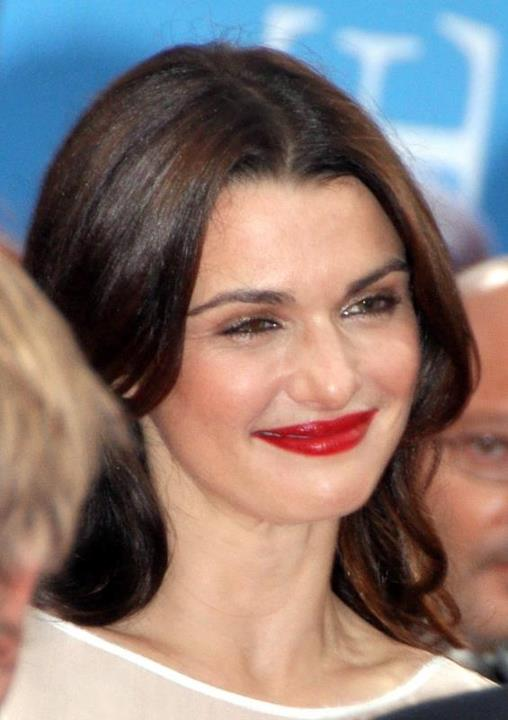
Rachel Weisz incarne l'historienne Deborah Lipstadt.

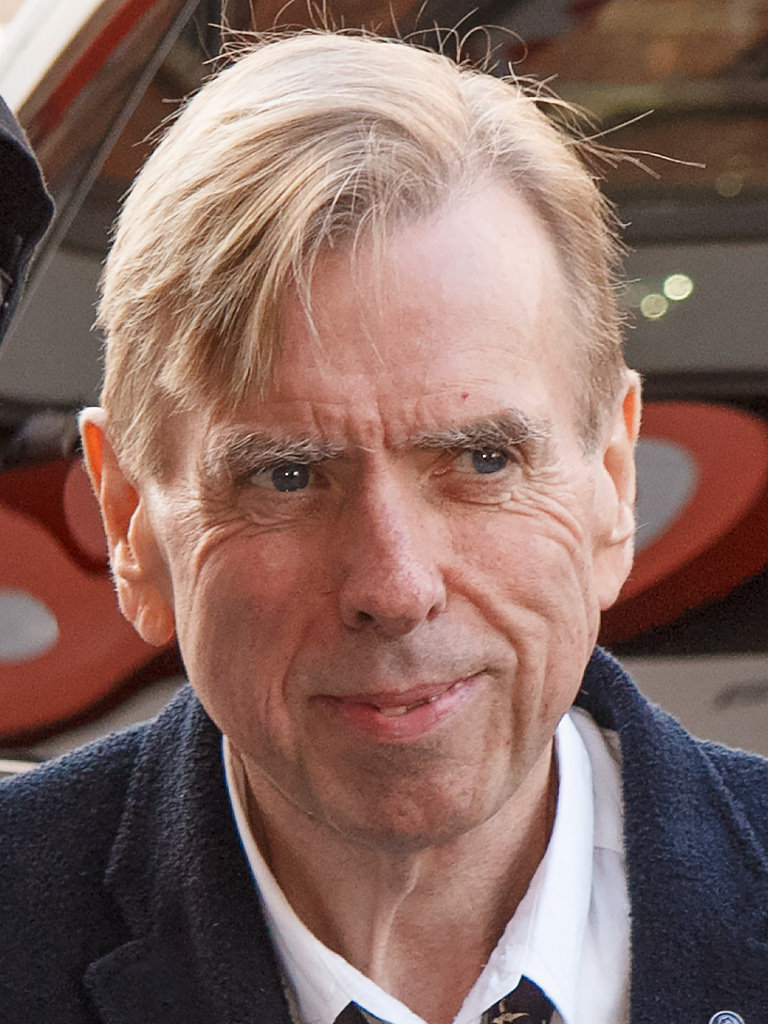
Timothy Spall, interprète du rôle de David Irving.

Deborah Lipstadt, historienne américaine et auteure reconnue, enseigne l'histoire et la mémoire de la Shoah. Elle se voit confrontée à un écrivain extrémiste, avocat de thèses négationnistes sur le régime nazi, le Britannique David Irving, qui la met au défi de prouver l'existence de la Shoah. 
Deborah Lipstadt ayant dénoncé dans un livre les manipulations et les préjugés idéologiques de David Irving, celui-ci l'assigne en justice pour diffamation, en Grande-Bretagne. Elle se retrouve dans la situation incroyable de devoir prouver que ce qu'elle a écrit sur Irving est vrai et fondé, notamment qu'il ment sciemment en niant notamment l'existence des chambres à gaz. Comment, en restant dans les limites du droit, faire face à un négationniste prêt à toutes les bassesses pour obtenir gain de cause, et l'empêcher de profiter de cette tribune pour propager ses théories ?

## Fiche technique
- Titre : Le Procès du siècle
- Titre québécois : Déni
- Titre original : Denial
- Réalisation : Mick Jackson
- Assistant réalisateur : Martin Carry
- Scénario : David Hare, d'après l'ouvrage History on Trial: My Day in Court with a Holocaust Denier de Deborah Lipstadt
- Musique : Howard Shore
- Décors : Andrew McAlpine (de), Christina Moore
- Costumes : Odile Dicks-Mireaux (en)
- Photographie : Haris Zmbarloukos
- Son : Danny Hambrook
- Montage : Justine Wright
- Casting : Dixie Chassay
- Production : Gary Foster et Russ Krasnoff
- Sociétés de production : BBC Films, Participant Media, Shoebox Films, Krasnoff/Foster Entertainment
- Sociétés de distribution : SND (France), Bleecker Street Media (États-Unis), Entertainment One (Royaume-Uni)
- Budget : 10 millions de dollars
- Pays d'origine :  Royaume-Uni,  États-Unis
- Genre : Drame et biopic
- Durée : 110 minutes
- Langue : anglais
- Dates de sortie :
  - Canada : 11 septembre 2016 (festival international du film de Toronto)
  - USA : 30 septembre 2016
  - Royaume-Uni : 27 janvier 2017
  - France : 26 avril 2017

## Distribution
- Rachel Weisz (VF : Laura Préjean ; VQ : Camille Cyr-Desmarais) : Deborah Lipstadt
- Tom Wilkinson (VF : Frédéric Cerdal ; VQ : Jean-Marie Moncelet) : Richard Rampton
- Timothy Spall (VF : Gabriel Le Doze ; VQ : Marc Bellier) : David Irving
- Andrew Scott (VF : Jean-Christophe Dollé ; VQ : Frédéric Desager) : Anthony Julius
- Jack Lowden (VF : Arnaud Laurent ; VQ : Nicolas Charbonneaux-Collombet) : James Libson
- Caren Pistorius (VF : Leslie Lipkins ; VQ : Catherine Brunet) : Laura Tyler
- Alex Jennings (VF : Christian Gonon ; VQ : Jacques Lavallée) : Sir Charles Gray
- Mark Gatiss (VF : Frédéric Popovic ; VQ : Louis-Philippe Dandenault) : Robert Jan van Pelt
- Andrea Deck : Leonie
- Sally Messham : Meg
- John Sessions (VF : Bruno Abraham-Kremer ; VQ : Antoine Durand) : Professeur Richard Evans
- Nikki Amuka-Bird : Lilly Holbrook
- Harriet Walter : Vera Reich

Source Symphonia Films
- Pip Carter : Anthony Forbes-Watson
- Jackie Clune : Heather Rogers
- Will Attenborough : Thomas Skelton-Robinson
- Maximilian Befort : Nick Waschmnn
- Daniel Cerqueira : Sam Glass
- Laurel Lefkow : Storm Glass

## Production

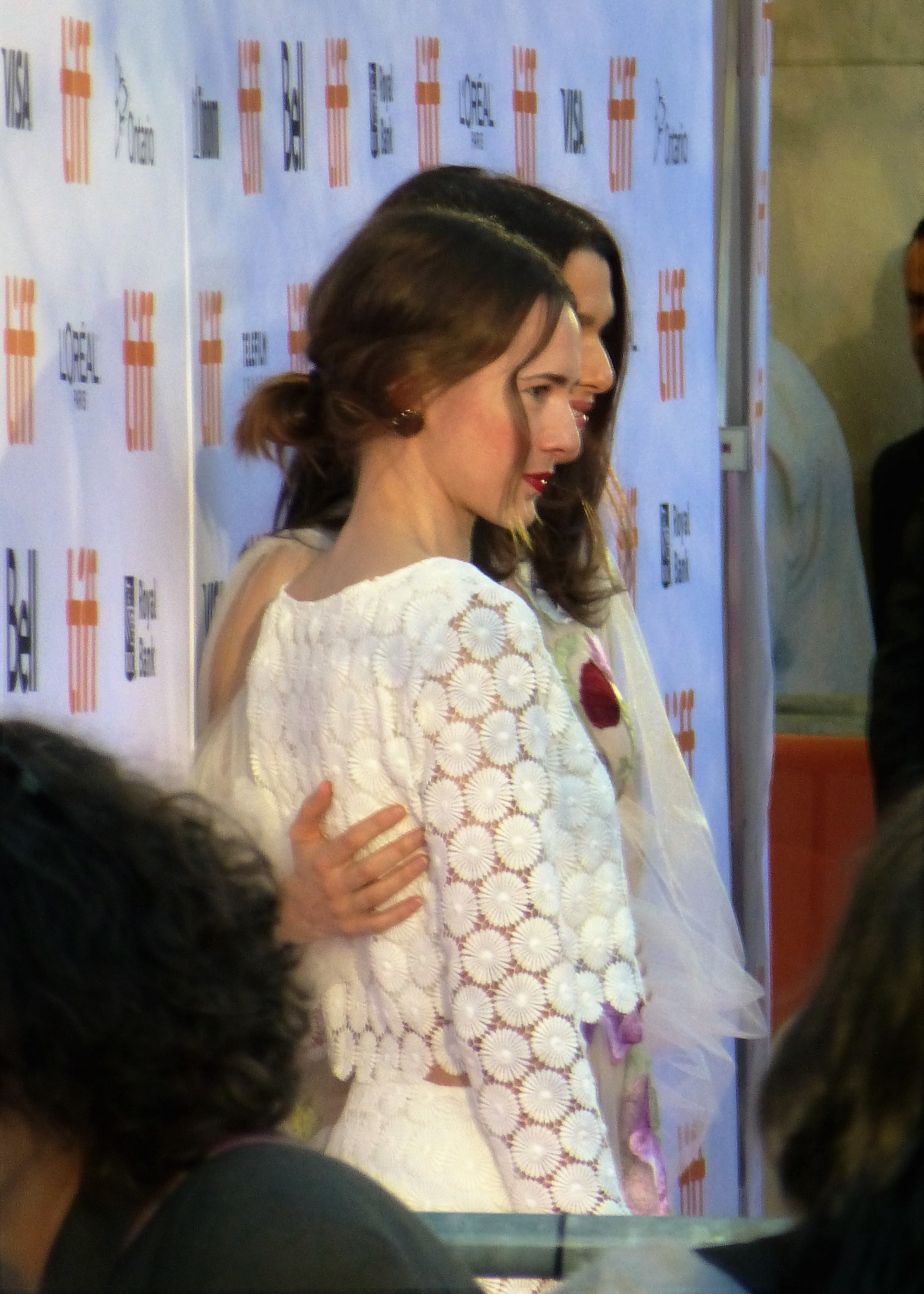
Caren Pistorius, devant Rachel Weisz, à la première du film au Festival de Toronto (2016).

### Genèse et développement
Les producteurs Gary Foster et Russell Krasnoff découvrent Deborah Lipstadt et ses travaux environ huit ans avant la production du film, alors que leurs enfants s'inscrivaient à l'université. Russell Krasnoff raconte « Je me renseignais sur l'Université Emory, à Atlanta, où Deborah est professeur d'histoire et d'études juives modernes. L'université venait d'annoncer l'obtention d'un fonds d'un million de dollars pour traduire son site internet, HDOT: Holocaust Denial on Trial, qui recense tous les PV de son procès, en farsi, arabe, russe et turc. Je me suis dit que c'était formidable qu'une université se lance dans un tel projet et j'ai eu envie d'en savoir plus sur elle. »
Le scénario est inspiré du propre livre de Deborah Lipstadt, History on Trial: My Day in Court with a Holocaust Denier. Pour ne pas être lui aussi accusé de réécrire l'histoire, le scénariste David Hare s'est obligé à une précision très importante dans l'écriture du scénario. Il a ainsi épluché les archives officielles pour que les scènes de procès soient parfaitement recréées : « Il me fallait quatre à cinq heures pour lire les minutes d'une journée de procès. Vous pouvez imaginer ma réaction première : “Faut-il vraiment que je lise les minutes de 40 jours de procès ?” Je ne pouvais en aucun cas inventer des situations qui ne se sont pas produites au tribunal. » David Hare a par ailleurs pu compter sur Deborah Lipstadt, qui a participé activement à la production du film en livrant même des détails intimes sur sa vie à l'équipe. Elle explique sa collaboration avec le scénariste David Hare : « Je n'avais jamais rencontré David Hare mais je connaissais son travail. J'avais vu The Reader et The Hours. David a passé deux ou trois jours à Atlanta pour faire ma connaissance : il me suivait partout, il assistait à mes cours et il est même venu chez moi. Et puis, il m'a fait lire des passages du scénario et je lui ai alors fait part de mes commentaires. »
Mick Jackson signe son retour au cinéma. Il n'avait pas réalisé de film depuis Les 20 Premiers Millions, sorti en 2002.

### Attribution des rôles
En avril 2015, Hilary Swank et Tom Wilkinson sont annoncés dans la distribution. En novembre 2015, Rachel Weisz remplace finalement Hilary Swank dans le rôle principal alors que Timothy Spall est choisi pour incarner David Irving. En décembre 2015, Andrew Scott, Caren Pistorius, Jack Lowden, Alex Jennings ou encore Harriet Walter rejoignent à leur tour le film.

### Tournage
Le tournage a eu lieu principalement à Londres, où avait eu lieu le procès en diffamation. Les scènes ont ainsi été tournées dans l'enceinte de la Cour royale de justice ainsi qu'à l'Athenaeum Hotel à Piccadilly, où Deborah Lipstadt a réellement séjourné durant le procès. Quelques prises de vues sans acteur ont été tournées en Pologne dans l'ancien camp de concentration et d'extermination d'Auschwitz-Birkenau,.